# ZB Invest
ZB Invest d.o.o. društvo je za upravljanje investicijskim fondovima u stopostotnom vlasništvu Zagrebačke banke d.d. Djelatnost Društva jest osnivanje i upravljanje UCITS i alternativnim investicijskim fondovima te upravljanje portfeljem i investicijsko savjetovanje. 
Društvo je osnovano 2000. godine kako bi pružalo usluge profesionalnog upravljanja imovinom. Strategija ZB Investa jest osigurati atraktivnu paletu investicijskih fondova i ulagačkih proizvoda koji uz profesionalno upravljanje te primjerene prinose mogu zadovoljiti sve potrebe ulagača, ponajprije ovisno o njihovim investicijskim ciljevima, horizontu ulaganja te sklonostima riziku. Uz dugogodišnje iskustvo i specijalistička znanja te tim vrhunskih stručnjaka na području pružanja financijskih usluga, ZB Invest d.o.o. trenutačno upravlja s osam UCITS fondova čije se strategije ulaganja razlikuju od konzervativnih novčanih fondova (ZB plus, ZB europlus) putem obvezničkog fonda (ZB bond) i mješovitog fonda (ZB global) do dioničkih fondova (ZB trend, ZB euroaktiv, ZB aktiv, ZB BRIC+)i posebnih fondova s dospijećem (ZB Future 2025, ZB Future 2030, ZB Future 2040, ZB Future 2055) te jednim alternativnim fondom (ZB Private East). Osim osnivanja i upravljanja UCITS i alternativnim investicijskim fondovima, ZB Invest pruža i specijaliziranu uslugu upravljanja portfeljem kojom uz individualni pristup prilagođen potrebama klijenta ostvaruje definirane investicijske ciljeve.
Društvo zapošljava 24 stručnjaka zadužena za razna područja povezana s upravljanjem imovinom ulagača.

## Usluge
- Upravljanje UCITS fondovima
- Upravljanje alternativnim fondovima
- Upravljanje portfeljima
- Usluga investicijskog savjetovanja

## Vanjske poveznice
- Službena web-stranica  Arhivirana inačica izvorne stranice od 19. srpnja 2014. (Wayback Machine)